# Национален тръст за обекти с историческа и природна стойност
Национален тръст за обекти с историческа и природна стойност (на английски: National Trust for Places of Historic Interest or Natural Beauty) или просто Национален тръст (на английски: National Trust) е британска организация за опазване на исторически или природни обекти от национална значимост. Той действа в Англия, Уелс и Северна Ирландия. В Шотландия действа отделен Шотландски национален тръст.
Организацията е основана през 1895 г. и работи според специален закон от 1907 г. насам като основната му цел е да опазва и предоставя публичен достъп до обектите, които стопанисва.
Тръстът е собственик на много значими обекти, например исторически домове и градини, исторически паметници и общественоисторически обекти. Към края на XX век той е един от най-големите собственици на земи в Обединеното кралство с около One 700 000 акра земи и 350 забележителни имения, сгради, градини и други живописни места, много от които отворени за посещение, в определени часове и с входна такса, в някои случаи безплатно.
Той е и най-голямата членска организация във Великобритания с над 2 000 000 члена, както и една от най-богатите благотворителни организации в страната.